# Villeneuve-de-Marc
Villeneuve-de-Marc település Franciaországban, Isère megyében. Lakosainak száma 1162 fő (2022. január 1.). Villeneuve-de-Marc Bossieu, Lieudieu, Meyssiez, Royas, Saint-Jean-de-Bournay, Saint-Julien-de-l’Herms, Savas-Mépin és Porte-des-Bonnevaux községekkel határos.

## Népesség
A település népessége az elmúlt években az alábbi módon változott:
| Lakosok száma | 740  | 782  | 777  | 1167 | 1141 | 1140 | 1147 | 1160 | 1166 | 1162 |
|               | 1968 | 1982 | 1990 | 2006 | 2013 | 2015 | 2017 | 2019 | 2020 | 2022 |